# Conilurus capricornensis
Conilurus capricornensis — вимерлий вид мишоподібних гризунів родини мишеві (Muridae). Вид мешкав у плейстоцені в Австралії. Описаний по нижній щелепі, що знайдена у печері Козерога (Capricorn caves) у штаті Квінсленд. На честь типового місцезнаходження і названий вид. Від інших представників роду відрізняється шириною молярів.
Деякі субфосильні зразки миші датуються періодом заселення Австралії європейцями, тому Conilurus capricornensis класифікується як сучасний вимерлий вид. Оскільки цілеспрямованого дослідження виду не проводилося, є слабка надія на його виживання, хоча це і малоймовірно.